# Genève-Plage
Genève-Plage est un parc de 42 000 m², une piscine publique et une plage située sur le territoire de la commune de Cologny, dans le canton de Genève.

## Géographie
Genève-Plage se trouve à l'extrémité est du quai Gustave-Ador, à côté de la Société nautique de Genève et est accessible par les Transports publics genevois ainsi que par les mouettes. Le site propose, en plus des vestiaires et des douches, plusieurs aménagements de détente (une buvette, un restaurant, une boutique et un jeu de sable), des terrains de sport (beach-volley, pétanque et tennis de table), un bassin olympique, un second bassin et une pataugeoire, un toboggan aquatique, des plongeoirs allant jusqu’à 10 mètres de hauteur et deux radeaux sur le lac.
Non loin de l'entrée de l'établissement se trouve le plus grand parking d'échange souterrain du canton, géré par la Fondation des Parkings inauguré le 9 juin 2004.

## Histoire

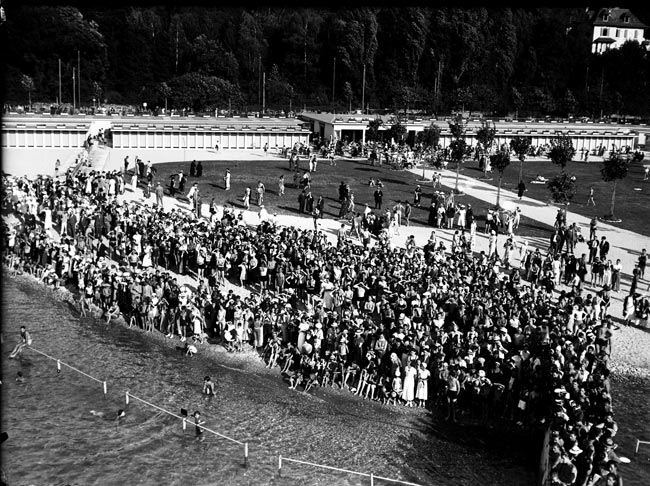
Spectacle au plongeoir, juin 1934.

C'est au XVIIIe siècle que la famille Lullin, alors propriétaire du parc de la Grange, fait construire des bains à la fin du chemin des Eaux-Vives qui sont considérés comme étant les ancêtres de Genève-Plage.
La structure actuelle est, quant à elle, construite en 1932 en même temps que le quai de Cologny et sa promenade. Afin de créer le parc, on gagne du terrain sur le lac Léman en y déversant les remblais provenant de la démolition de l'ancienne gare de Cornavin. Dès son ouverture, l'établissement est géré par l’Association Genève-Plage, constituée le 20 novembre 1931.
Au cours des années, le parc et la plage se sont vu adjoindre plusieurs piscines, dont la plus grande, de taille olympique, est mise en service en 1972. S'y sont encore ajoutés par la suite un toboggan aquatique, puis un centre de planche à voile.

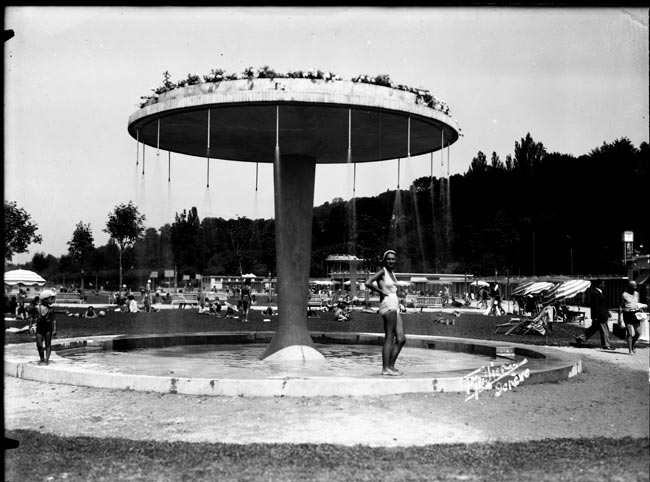
Genève-Plage, douche avec baigneuse, juin 1933